# Walerij Suncow
Walerij Suncow, ros. Валерий Сунцов (ur. 10 lipca 1955) – rosyjski lekkoatleta specjalizujący się w chodzie sportowym. W czasie swojej kariery reprezentował Związek Socjalistycznych Republik Radzieckich.
Największy sukces w karierze odniósł w 1986 r. w Stuttgarcie, zdobywając brązowy medal mistrzostw Europy w chodzie na 50 kilometrów (z czasem 3:42,38; za Hartwigiem Gauderem i Wiaczesławem Iwanienko). Również w 1986 r. zdobył tytuł mistrza ZSRR w chodzie na dystansie 50 kilometrów.
Trzykrotnie zajmował miejsca w pierwszej dziesiątce Pucharu Świata w chodzie sportowym na dystansie 50 kilometrów, w latach 1981 (Walencja, VII miejsce), 1985 (St. John's, VII miejsce) oraz 1987 (Nowy Jork, V miejsce).
Rekordy życiowe:
- chód na 30 kilometrów – 2:05:12 – Czerkasy 27/04/1980
- chód na 50 kilometrów – 3:42:37 – Leningrad 03/08/1985